# Соколий
Соколий (укр. Соколій) — село в Путильской поселковой общине Вижницкого района Черновицкой области Украины.
До 2020 года входило в Путильский район
Население по переписи 2001 года составляло 364 человека. Почтовый индекс — 59100. Телефонный код — 3738. Код КОАТУУ — 7323581505.